# Brazilian Serenaders
Brazilian Serenaders foi um agrupamento de orquestra formado no Rio de Janeiro em 1939, pelo dançarino e produtor Carlos Machado, tinha como intuito de ser apenas um pequeno show, mas passou a ser um grupo musical devido ao sucesso da estreia que aconteceu em 29 de dezembro de 1939, no Tênis Clube de Petrópolis.